# 哈罗德·史密斯
哈罗德·史密斯（英語：Harold Smith，1909年2月19日—1958年3月5日），美国男子跳水运动员。他曾代表美国参加1928年和1932年夏季奥林匹克运动会跳水比赛，获得一枚金牌和一枚银牌。